# Metalimnobia dualis
Metalimnobia dualis là một loài ruồi trong họ Limoniidae. Chúng phân bố ở miền Cổ bắc.